# Braço armado

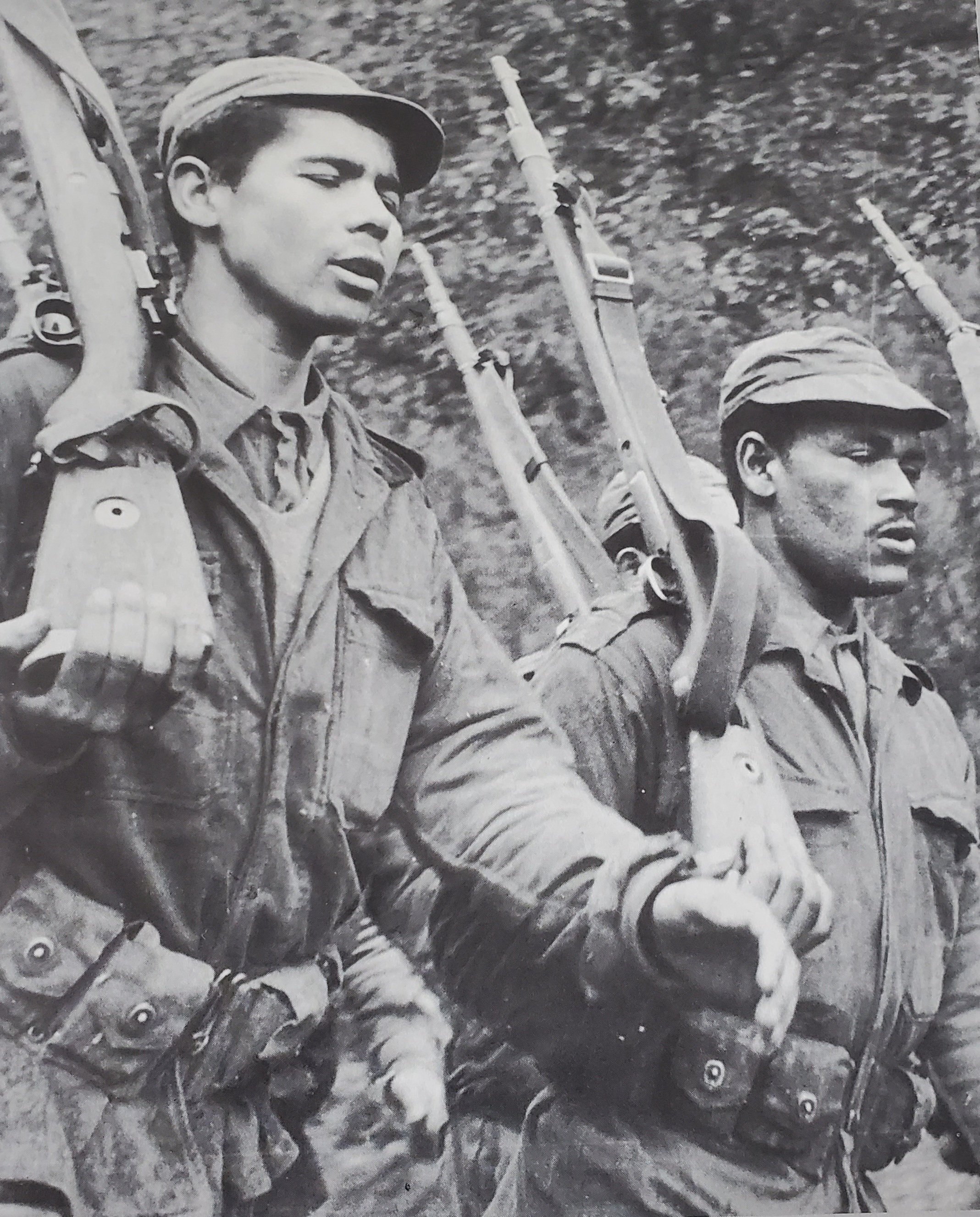
Membros do Exército de Libertação Nacional, a ala armada da Frente de Libertação Nacional da Argélia, segurando fuzis Karabiner 98k - data entre 1954 e 1962

Um braço armado ou ala armada é um grupo ou uma frente formada para realizar operações militares para uma entidade maior à qual está subordinada. Geralmente ligada a partidos ou movimentos políticos, opera de forma organizada, e muitas vezes clandestina, utilizando a luta armada para alcançar seus objetivos políticos.
A expressão surgiu principalmente no contexto de guerras de libertação nacional, guerrilhas revolucionárias e conflitos políticos do século XX, quando movimentos políticos criaram estruturas armadas para enfrentar governos, regimes autoritários ou forças de ocupação. Alguns exemplos históricos incluem os movimentos de libertação nacional, as lutas anticoloniais e as guerrilhas revolucionárias. A maior parte dos braços armados  surgiram em contextos de repressão política, desigualdade social ou ocupação estrangeira, com os movimentos políticos justificando a criação de suas alas armadas diante da inexistência de resultados práticos da negociação, da luta política e da mobilização social, e também da total ausência de mecanismos justos, transparentes e democráticos no processo político, restando a luta armada como única alternativa.